# 퀴즈 탐험 신비의 세계
《퀴즈 탐험 신비의 세계》는 1984년 10월 30일부터 2004년 10월 31일까지 방송되었던 퀴즈 프로그램이다.

## 프로그램 소개
1984년 10월 30일에 KBS 1TV에서 첫 방송되었으며, KBS 1TV와 KBS 2TV로 몇번씩 옮겨 방송되었다가 2004년 10월 31일에 KBS 1TV에서 922회를 마지막으로 20년만에 종영되었다. 진행자가 손범수였을 때는 실감나는 목소리 연기로 인기를 끌었다.
한편 이 프로그램은 1998년 2월 19일부터 KBS 2TV에서 매주 목요일 저녁 7시 25분과 그 해 10월 15일부터 매주 목요일 저녁 7시 10분에 방송되었는데 1999년 5월 4일부터 매주 화요일 밤 8시 50분에 방송되었으나 1999년 가을개편 때 시작된 <전격출동 도시대탐험> 때문에 시간대를 변경한 광끼에게 자리를 내준 뒤 그 해 10월 23일부터 채널을 KBS 1TV로 옮겨 매주 토요일 오후 5시 10분에 방송되었다.
이후 2002년 10월 28일부터 매주 월요일 저녁 7시에 방송되었다가 2003년 가을개편 때 시작된 TV교과서 학교야 놀자 때문에 KBS 1TV에서 매주 토요일 오후 5시 10분으로 채널과 함께 시간대를 변경한 주주클럽한테 자리를 내준 뒤 그 해 11월 9일부터 마지막회까지 매주 일요일 오후 5시 10분에 방송되었다.

## 진행 방식
다수의 출연자가 대결하며, 버저 누르기 문제, 쓰기 문제, 그리기 문제 등으로 구성되어 있었다.  정답을 맞힌 출연한 유명인의 도전자는 인형을 하나씩 가져 갈 수 있으며, 많은 인형을 가진 사람이 우승한다.

## 방송 시간
| 방송 채널 | 방송 기간                           | 방송 시간                            |
| --------- | ----------------------------------- | ------------------------------------ |
| KBS 2TV   | 1988년 1월 11일 ~ 1990년 4월 2일    | 매주 월요일 저녁 7시 5분 ~ 8시       |
| KBS 2TV   | 1991년 5월 20일 ~ 1992년 3월 30일   | 매주 월요일 저녁 7시 10분 ~ 8시      |
| KBS 2TV   | 1992년 4월 9일 ~ 1992년 10월 1일    | 매주 목요일 저녁 7시 5분 ~ 8시       |
| KBS 2TV   | 1999년 7월 1일 ~ 1999년 10월 14일   | 매주 목요일 저녁 7시 5분 ~ 8시       |
| KBS 2TV   | 1992년 10월 11일 ~ 1993년 4월 25일  | 매주 일요일 오후 5시 ~ 5시 50분      |
| KBS 2TV   | 1993년 5월 2일 ~ 1993년 10월 17일   | 매주 일요일 오후 5시 15분 ~ 6시 5분  |
| KBS 2TV   | 1993년 10월 22일 ~ 1994년 10월 7일  | 매주 금요일 저녁 7시 ~ 7시 50분      |
| KBS 2TV   | 1994년 10월 14일 ~ 1997년 10월 17일 | 매주 금요일 저녁 7시 5분 ~ 8시       |
| KBS 2TV   | 1997년 10월 20일 ~ 1997년 11월 17일 | 매주 월요일 밤 8시 25분 ~ 9시 15분   |
| KBS 2TV   | 1997년 11월 28일 ~ 1997년 12월 19일 | 매주 금요일 저녁 6시 45분 ~ 7시 40분 |
| KBS 2TV   | 1997년 12월 26일 ~ 1998년 2월 13일  | 매주 금요일 저녁 6시 40분 ~ 7시 35분 |
| KBS 2TV   | 1998년 2월 19일 ~ 1998년 10월 8일   | 매주 목요일 저녁 7시 20분 ~ 8시 20분 |
| KBS 2TV   | 1998년 10월 15일 ~ 1999년 10월 14일 | 매주 목요일 저녁 7시 10분 ~ 8시      |
| KBS 1TV   | 1984년 10월 30일 ~ 1985년 4월 16일  | 매주 화요일 저녁 7시 20분 ~ 8시 10분 |
| KBS 1TV   | 1985년 4월 21일 ~ 1985년 7월 2일    | 매주 화요일 저녁 7시 40분 ~ 8시 30분 |
| KBS 1TV   | 1985년 7월 10일 ~ 1985년 10월 30일  | 매주 수요일 저녁 7시 40분 ~ 8시 30분 |
| KBS 1TV   | 1985년 11월 7일 ~ 1986년 5월 22일   | 매주 목요일 저녁 7시 40분 ~ 8시 30분 |
| KBS 1TV   | 1986년 5월 29일 ~ 1987년 2월 26일   | 매주 목요일 저녁 7시 45분 ~ 8시 35분 |
| KBS 1TV   | 1987년 3월 4일 ~ 1987년 10월 28일   | 매주 수요일 저녁 7시 45분 ~ 8시 35분 |
| KBS 1TV   | 1987년 11월 8일 ~ 1988년 1월 10일   | 매주 일요일 저녁 6시 10분 ~ 7시      |
| KBS 1TV   | 1990년 4월 9일 ~ 1991년 5월 13일    | 매주 월요일 저녁 7시 40분 ~ 8시 30분 |
| KBS 1TV   | 1999년 10월 23일 ~ 2003년 11월 1일  | 매주 토요일 오후 5시 10분 ~ 6시      |
| KBS 1TV   | 2003년 11월 9일 ~ 2004년 10월 31일  | 매주 일요일 오후 5시 10분 ~ 6시      |

## 진행자
| 대수 | 진행자 | 진행 기간                           |
| ---- | ------ | ----------------------------------- |
| 1대  | 이계진 | 1984년 10월 30일 ~ 1991년 9월 30일  |
| 2대  | 강성곤 | 1991년 10월 7일 ~ 1992년 3월 30일   |
| 3대  | 손범수 | 1992년 4월 9일 ~ 1999년 10월 14일   |
| 4대  | 김병찬 | 1999년 10월 23일 ~ 2000년 10월 7일  |
| 5대  | 신영일 | 2000년 10월 14일 ~ 2004년 10월 31일 |

## 같이 보기
- 도전! 골든벨 (KBS 1TV ) (임시종영)
- 스타 골든벨 (단일, 1학년 1반 포함) (KBS 2TV)